# Jorge Orlando Flores Carone
Jorge Orlando Flores Carone (Visconde do Rio Branco, 17 de outubro de 1949 - Belo Horizonte, 30 de julho de 2008) foi um político, advogado e comerciante brasileiro do estado de Minas Gerais, membro do Partido Trabalhista Brasileiro.
Foi vereador pela Câmara Municipal de Belo Horizonte no período de 1970 a 1974. Logo depois, de 1975 a 1979, exerceu o mandato de deputado estadual, integrando a 8ª Legislatura.